# 卡氏異瓷蟹
卡氏異瓷蟹（学名：Aliaporcellana kikuchii）为瓷蟹科異瓷蟹屬下的一个种。